# Pi (film)
Pi (of π) is een Amerikaanse psychologische thriller uit 1998 van regisseur Darren Aronofsky. Het verhaal gaat over de jonge wiskundige Max Cohen (Sean Gullette), die na een zonnesteek een dwangmatige obsessie heeft voor patronen in numerieke reeksen. Nadat hij ontdekt dat het universum en alles daarin uit spiralen is opgebouwd, krijgen meer mensen belangstelling voor zijn denkbeelden. Geleid door zijn neurose en waanbeelden vindt hij het getal dat de sleutel is om de wereld te begrijpen.
De geheel in zwart-wit geschoten film is het debuut van Aronofsky, die later onder meer Requiem for a Dream maakte. Hij nam de film op met een budget van 60.000 dollar, geleend van familie en vrienden.

## Rolverdeling
| Acteur               | Personage                 |
| -------------------- | ------------------------- |
| Sean Gullette        | Maximillian Cohen         |
| Mark Margolis        | Sol Robeson               |
| Ben Shenkman         | Lenny Meyer               |
| Pamela Hart          | Marcy Dawson              |
| Stephen Pearlman     | Rabbi Cohen               |
| Samia Shoaib         | Devi                      |
| Ajay Naidu           | Farroukh                  |
| Kristyn Mae-Anne Lao | Jenna                     |
| Espher Lao Nieves    | Jenna's moeder            |
| Joanne Gordon        | Mrs. Ovadia               |
| Lauren Fox           | Jenny Robeson             |
| Stanley Herman       | Man zonder snor           |
| Clint Mansell        | Fotograaf                 |
| Tom Tumminello       | Ephraim                   |
| Ari Handel           | Kabbala Scholar           |
| Oren Sarch           | Kabbala Scholar           |
| Lloyd J. Schwartz    | Kabbala Scholar           |
| Richard Lifschutz    | Kabbala Scholar           |
| David Strahlberg     | Kabbala Scholar           |
| Peter Cheyenne       | Brad                      |
| David Tawil          | Jake                      |
| J.C. Islander        | Man met koffertje         |
| Abraham Aronofsky    | Man die koffertje afgeeft |
| Ray Seiden           | Verkeersagent             |
| Scott Franklin       | Stem verkeersagent        |
| Chris Johnson        | Chauffeur limousine       |
| Sal Monte            | Koning Neptunus           |